# Junoszyno
Junoszyno (niem. Junkeracker) – wieś w Polsce położona w województwie pomorskim, w powiecie nowodworskim, w gminie Stegna na obszarze Żuław Wiślanych przy drodze wojewódzkiej nr 501. Wieś leży na szlaku kolei wąskotorowej do Sztutowa i Nowego Dworu Gdańskiego (Żuławska Kolej Dojazdowa). 
W latach 1975–1998 miejscowość administracyjnie należała do województwa elbląskiego.